# Komsomolski (Kavkázskaya, Krasnodar)
Komsomolski (del ruso: Комсомольский) es un posiólok del raión de Kavkázskaya del krai de Krasnodar, en el sur de Rusia. Está situado en las tierras bajas de Kubán-Azov, 23 km al noroeste de Kropotkin y 121 km al nordeste de Krasnodar, la capital del krai. Tenía 126 habitantes en 2010.
Pertenece al municipio Mirskoye.